# 896

## Esdeveniments
- Arnulf de Caríntia conquereix Itàlia.
- Els magiars funden Hongria.
- Bonifaci VI succeeix Formós I i Esteve VI relleva Bonifaci VI.

## Necrològiques
- 4 d'abril - Roma, Estats Pontificis: Formós I, papa.[1]
- Bonifaci VI